# 关里水库
关里水库位于中国江西省上饶市广丰县横山镇南部，是以灌溉、防洪为主要功能的中型水库，系广丰第三大水库。2010年除险加固工程竣工并验收通过。
水库灌溉渠总长近10千米，惠及横山镇、少阳乡及上饶县花厅镇的8万亩耕地，称为饶丰灌区。
水库东侧有东岩，为广丰“三岩”之一，高出水库水面约200米，临水一面为悬崖，绝壁之上建有东岩寺。除东岩之外，在水库东侧至东南侧有多座高大的岩石山，均属丹霞地貌景观。